# Петров, Егор Осипович
Егор Осипович (Иосифович) Петров (настоящая фамилия Дебуар; 1815 или 1817 — 1891) — русский актёр.

## Биография
Родился в 1815 или 1817 году в дворянской семье полковника артиллерии Иосифа Петровича Дебуара (02.06.1788—11.02.1868). 
Воспитывался в Первом кадетском корпусе, откуда был выпущен прапорщиком в Софийский полк 16 марта 1838 года.
Вскоре, выйдя в отставку, вступил в Корпус лесничих, но уже в 1842 году оставил службу, чтобы посвятить себя театру. Сначала занял место суфлёра, но через несколько лет он уже пользовался известностью в провинции, как весьма талантливый артист — исполнитель характерных ролей. Из Воронежа, где он выступал, приехал в Санкт-Петербург и 14 декабря 1861 года дебютировал в Александринском театре в роли Большакова в пьесе Островского «Свои люди — сочтёмся». Дебют прошёл очень хорошо, и он был принят в состав Петербургской драматической труппы. Однако несмотря на прекрасное выполнение многих характерных ролей в пьесах Островского, он все-таки не пошёл далее второго плана. Поэтому, ровно через полтора года после своего зачисления в состав Императорской труппы, 15 мая 1863 года он перешёл на службу в Москву, где в течение двадцати лет он был одним из крупных и любимых артистов Малого театра. Наиболее выдающимися его ролями были роли Большакова, Жоржа Дорси («Гувернер» В. А. Дьяченко) и Опольева («Старый барин» А. И. Пальма). Непринужденная и естественная игра артиста, прекрасно обрисовывавшая характер изображаемого лица, всегда вызывала в публике живое внимание. Современные рецензенты московских повременных изданий также очень сочувственно отзывались о Петрове.
Пробыв на сцене 30 лет, 1 июля 1883 года Е. О. Петров по собственному желанию оставил службу и последние годы своей жизни более уже не выступал на сцене. Спустя почти восемь лет, 18 февраля (2 марта) 1891 года E. И. Петров скончался в Гатчине, где поселился незадолго до смерти.
Его жена, Александра Фирсовна Дебуар-Петрова (01.10.1825—04.03.1884), похоронена в Москве, на Ваганьковском кладбище. 